# Infestation: Survivor Stories
 (juin 2013).
Si vous disposez d'ouvrages ou d'articles de référence ou si vous connaissez des sites web de qualité traitant du thème abordé ici, merci de compléter l'article en donnant les références utiles à sa vérifiabilité et en les liant à la section « Notes et références ».
Pour les articles homonymes, voir Infestation.
Infestation: Survivor Stories  (anciennement The War Z) est un jeu vidéo de survival horror avec des zombie dans un monde ouvert développé par Hammerpoint Interactive.

## Mécanismes de jeu
Infestation : Survivor Stories se joue à la première personne et troisième personne. Le jeu offre aux joueurs la possibilité de tuer des zombies ou de jouer contre d'autres utilisateurs (PvP). Infestation : Survivor Stories peut être acheté et joué en ligne sans avoir besoin d'un abonnement mensuel avec mises à jour gratuites. Les joueurs peuvent toutefois acheter des objets, des serveurs privés ou des munitions supplémentaires, qu'ils auraient autrement trouvés dans le jeu. Infestation: Survivor Stories contient des serveurs publics accessibles par tous les joueurs et des serveurs privés achetés par des joueurs, ainsi que des serveurs stronghold sans zombies et basés sur le PvP. Le jeu tourne sur le moteur Eclipse (à ne pas confondre avec le moteur de BioWare du même nom) faite par Arktos Entertainment. Infestation: Survivor Stories fut premièrement publié en bêta fermée en octobre 2012, et sortit officiellement le 17 décembre 2012.
Le 5 juin 2013, Infestation : Survivor Stories met en place PunkBuster, un système anti-triche.
Le 22 novembre 2016, Infestation : Survivor Stories ferme ses serveurs après 4 ans d'activité, le jeu a été repris par un développeur indépendant Fredaikis.
Le 22 novembre 2016, Infestation: The New Z qui est la reprise de Infestation : Survivor Stories par Fredaikis sort officiellement  depuis Infestation : Survivor Stories ne peut plus être acheté sur Steam.
Infestation : Survivor Stories est un jeu de survie basé sur le concept d'un monde ouvert, ainsi qu'un système de réputation (de bandit à héros). Aussi, Infestation : Survivor Stories présente des zombies qui ressemblent à ceux de Resident Evil sur PlayStation. On a la possibilité de réaliser des objets grâce à des « recettes » et les objets nécessaires.

## Accueil
En 2012, le site de notation Metacritic lui a attribué la note de 20/100, soit la note la plus basse pour un jeu vidéo cette année-là.
Depuis, le jeu s'est fait remarquer pour avoir la communauté de hackers la plus nombreuse sur un jeu de type FPS, ainsi que par la vente de hacks par le créateur même du jeu, ce qui lui a valu pendant nombres d'années la réputation de n'être qu'une plateforme d'arnaque plus qu'un jeu. De plus, les objets jouables les plus intéressants sont vendus en euros ou dollars.